# Boris Konstantinowitsch Bilinski
Boris Konstantinowitsch Bilinski, andere Schreibweise auch Bilinsky (russisch Борис Константинович Билинский; * 21. September 1900 in Bendery; † 3. Februar 1948 in Catania) war ein russischer Kostümbildner und Ausstatter mit Karriere beim westeuropäischen Film.

## Leben und Wirken

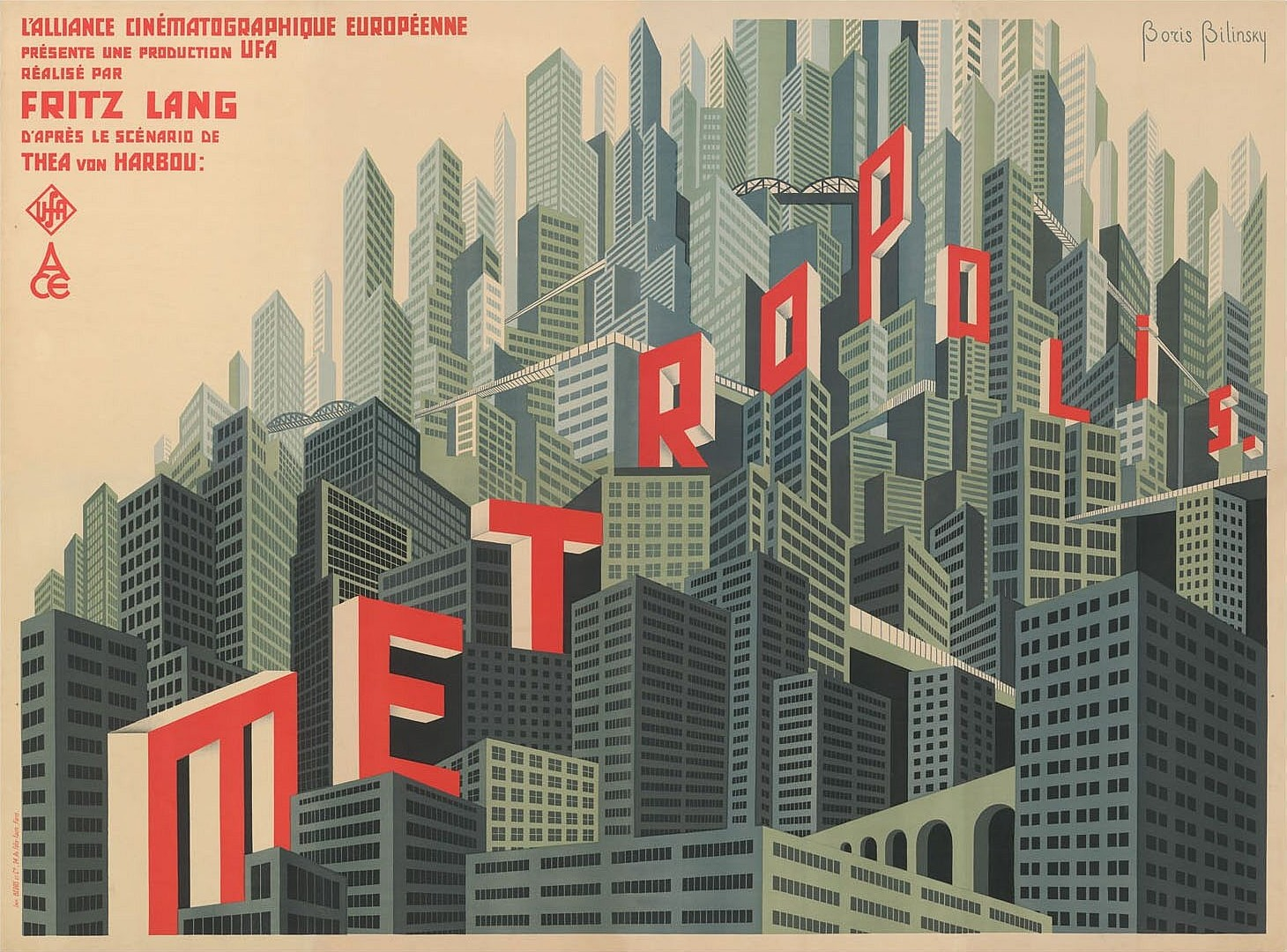
Plakat für Fritz Langs 1927 erschienenen Film Metropolis;
französischsprachige Variante; im Besitz der Staatlichen Museen zu Berlin

Der aus Bendery im damals russischen Bessarabien, dem heutigen Moldawien, stammende Bilinski war infolge der postrevolutionären Unruhen in Russland gemeinsam mit seiner Mutter und drei Schwestern im Alter von 20 Jahren nach Berlin ausgewandert, wo er als Bühnendekorateur (unter anderem beim Kabarett „Der blaue Vogel“) wirkte. Wenige Jahre später ging er nach Frankreich, entwarf vorübergehend für dortige Theaterbühnen und schloss sich bald dem belarussischen Exilkünstlerkreis um den Filmproduzenten Jacques N. Ermolieff an.
Bilinski entwarf die Kostüme zu einer Reihe von Ermolieffs „Albatros“-Produktionen, meist mit dem exilrussischen Leinwandstar Iwan Mosschuchin in der Hauptrolle. Nebenbei arbeitete Bilinski an Pariser Bühnen (auch für Ballett-Aufführungen exilrussischer Künstler) als Ausstatter und Kostümier. Außerdem schuf er mehrere künstlerisch herausragende Poster-Entwürfe für die französische Uraufführung von Fritz Langs Filmklassiker Metropolis im Herbst 1927. Bilinski, der für seine Plakatmalerei bereits 1925 in Paris bei einer internationalen Ausstellung mit einer Goldmedaille ausgezeichnet worden war, gründete daraufhin 1928 seine eigene, auf Kinowerbung spezialisierte Firma „Alboris“, die sich vor allem auf die Herstellung von Filmplakaten konzentrierte.
Noch im selben Jahr folgte er Ermolieff für zwei Filmaufträge nach München. Bilinskis Arbeitsfeld als Filmkostümier waren vor allem ausstattungsintensive Historienfilme, oft mit literarischem, politischem oder Abenteuer-Hintergrund wie Der Graf von Monte Christo, Der weiße Teufel, Geheimnisse des Orients, Casanova, Katja, die ungekrönte Kaiserin, Der Kurier des Zaren und Von Mayerling bis Sarajewo.
Mit Beginn der 1930er Jahre kamen auch wieder wichtige Aufträge von Bühnen hinzu, und Bilinski begann Kostüme und Dekorationen für Balletts und Opern wie Ruslan und Ljudmila zu entwerfen. 1934 schuf er die Ornamente des russischen Exilkabaretts „Shéhérazade“ in der Pariser Rue de Liège, im Mai 1937 zeichnete er für die Ausstattung und die Kostüme von Debussys Oper Pelléas et Mélisande verantwortlich, die im Rahmen der Krönungsfeierlichkeiten von König George VI. an der Royal Opera in Covent Garden aufgeführt wurde.
Kurz nach Ausbruch des Zweiten Weltkriegs wanderte Bilinski mit seiner italienischen Frau nach Italien aus und setzte seine Arbeit, diesmal auch als Filmarchitekt, im Studiokomplex Cinecittà in Rom fort. Seit 1946 erkrankt, konnte Boris Bilinski seine Arbeit beim Film nicht mehr fortsetzen. Er starb 1948 in Catania.

## Filmografie
als Kostümbildner, wenn nicht anders angegeben
- 1923: Ehegeschichten (Le brasier ardent)
- 1924: Der galante Prinz (Le prince charmant)
- 1924: Le lion des mogols
- 1925: L’affiche (nur Ausstattung)
- 1925: Künstlerblut (Âme d’artiste)
- 1927: Casanova (Casanova)
- 1927: Die Apachen von Paris
- 1928: Geheimnisse des Orients
- 1929: Der Graf von Monte Christo (Monte Cristo, nur Bauten)
- 1929: Die falsche Zarentochter (La Tarakanova)
- 1929: Rhapsodie der Liebe (Kult Ciala)
- 1930: Der weiße Teufel
- 1930: Fra Diavolo
- 1930: La femme d’une nuit (auch Ausstattung)
- 1931: La maison jaune de Rio
- 1932: Monsieur Tugendsam (Le rosier de Madame Husson)
- 1932: La mille et deuxième nuit
- 1933: Casanova (Les amours de Casanova) (nur Bauten)
- 1935: Blutsbrüder 1918 (L'équipage)
- 1936: Der Kurier des Zaren
- 1936: Stjenka Rasin
- 1937: Les nuits blanches de Saint-Pétersbourg
- 1937: La dame de Malacca
- 1937: La bataille silencieuse
- 1938: Le patriote
- 1938: Monsieur Coccinelle (auch Ausstattung)
- 1938: Katja, die ungekrönte Kaiserin (Katia)
- 1938: Entente Cordiale
- 1938/41: Der betrogene Betrüger (Volpone)
- 1939: Der Tag bricht an (Le jour se lève)
- 1939: Tempêtes
- 1940: Von Mayerling bis Sarajewo (De Mayerling à Sarajévo)
- 1940: Senza Cielo (auch Ausstattung)
- 1941: Vorbestraft (Ridi pagliaccio!)
- 1941: Gekrönte Liebe (Amore imperiale, auch Ausstattung)
- 1941: È caduta una donna
- 1942: Orizzonte di sangue (auch Ausstattung)
- 1942: Paura d’amare
- 1942: L’angelo bianco
- 1943/45: La carne e l’anima (nur Ausstattung)
- 1946: Ehemann auf Bestellung (Il marito povero, nur Ausstattung)
- 1946: Lo sconosciuto di San Marino (nur Ausstattung)